# Wilhelm Froehner
Christian Eduard Ludwig Wilhelm Froehner (Karlsruhe, 17 août 1834 - Paris, 22 mai 1925), également appelé Guillaume Froehner en France, est un archéologue et numismate français, d'origine badoise.

## Biographie
Issu d'une famille peu fortunée, Wilhelm Froehner commence à gagner sa vie comme précepteur, tout en suivant des études de philologie à Bonn. Il y est élève d'Otto Jahn et de Friedrich Gottlieb Welcker.
En 1858, il quitte subitement Bonn pour une raison restée inexpliquée et s'installe à Paris (1859) chez Karl Benedikt Hase. Rencontrant Napoléon III, il devient un de ses amis intimes et l'aide dans la rédaction de son Histoire de Jules César (1865-1866).
Proche d'Ernest Renan, protégé par le comte de Nieuwerkerke, il est mis en relation avec Adrien de Longpérier à qui il propose de dresser les catalogues des Antiques du Louvre, particulièrement celui des vases peints. Il obtient en février 1862 un poste d'attaché temporaire au Louvre mais le catalogue envisagé ne peut voir le jour en raison de discordances dues à l'achat de la collection Campana.
Il établit les catalogues, néanmoins, des inscriptions grecques et des sculptures antiques. Discréditée par plusieurs erreurs et maladresses, sa critique du Salammbô de Gustave Flaubert lui vaut une réplique cinglante de l'auteur.
Malgré ses nombreuses inimitiés dont celle de de Longpérier, il obtient grâce à ses liens avec Napoléon III, le poste de conservateur adjoint du musée du Louvre et est naturalisé Français par faveur spéciale, tout en étant nommé chevalier de la Légion d'honneur (1866).
Après la mise en congé illimité de de Longpérier, la responsabilité du département des Antiques lui est remis. De Longpérier démissionne en 1870 mais Renan obtient que ce soit Félix Ravaisson qui soit nommé conservateur à la place de Froehner. Celui-ci prend alors le poste de conservateur des objets d'art des palais impériaux mais garde son bureau au Louvre.
Dénoncé lors de la Guerre de 1870 pour intelligence avec l'ennemi, il est emprisonné à la Conciergerie. Il y est maintenu malgré l'absurdité des accusations. Il perd alors toutes ses fonctions et rétributions et tombe dans la misère. Il tente alors des manœuvres pour obtenir réparations par chantage. Il menace en effet les musées français de dévoiler à l'Allemagne les objets confisqués en 1806-1807 et non rendus en 1815.
Nommé Directeur des Conférences libres d'archéologie à l’École pratiques des hautes études (1871), Léon Renier, devenu son ennemi depuis 1862, l'empêche d'enseigner. Il vit alors de sa rédaction de catalogues et de ses relations avec les marchands d'antiquités. Ses catalogues deviennent alors des références majeures de l'Antiquité ainsi que de l'archéologie du haut Moyen Age.
Il lègue toutes ses collections à la Bibliothèque nationale. Le Cabinet des médailles reçoit alors l'équivalent du don du duc de Luynes. Ses livres et manuscrits sont, quant à eux, remis à Weimar.
Alice Grégoire réalise en 1870 un buste de terre-cuite conservé au Cabinet des médailles à la Bibliothèque nationale de France représentant Wilhelm Froehner.

## Travaux
- Inscriptiones terrae coctae vasorum, 1858
- Vasen und Terrakotten zu Karlsrhue, 1860
- Die monumentalen Altertümer, 1860
- Inscriptions grecques du Louvre, 1865
- La Colonne trajane, 1865
- Collection de S. A. I. Mgr le prince Napoléon. Antiques, 1867
- Notice de la sculpture antique du musée impérial du Louvre, 1869
- Antiquités chypriotes des fouilles faites en 1868 par M. de Cesnola, 1870
- Les musées de France. Recueil des monuments antiques, 1873
- Mélanges d'épigraphie et d'archéologie, 1873-1875
- Anatomie des vases antiques, 1876
- Les médaillons de l'Empire romain depuis le règne d'Auguste jusqu'à Priscus Atale, Paris, 1878. [lire en ligne] sur le site : Archives.org.
- Terres cuites d'Asie Mineure, 1881
- Collection Hoffmann (huit catalogues de vente, 1886, 1888, 1889, 1891, 1892 et 1899)
- Le nonne sur les monnaies d’Égypte, in Annales de la Société de numismatique, 1890
- Musée marseillais. Catalogue des antiquités grecques et romaines, 1897
- Collection Dutuit, bronze, or, argent, 2 vol., 1897-1901
- Collection Auguste-Dutuit, majoliques, 1899
- Collection Dutuit, antiquités, 1908